# José Delfino dos Santos
José Delfino dos Santos (Desterro, 1843 — Florianópolis, 30 de julho de 1918) foi um advogado provisionado e político brasileiro.

## Vida
Filho de Tomás dos Santos e de Delfina Vitorina dos Santos, irmão de Luís Delfino dos Santos.

## Carreira
Foi deputado à Assembleia Legislativa Provincial de Santa Catarina na 19ª legislatura (1872 — 1873).
Foi comendador da Imperial Ordem da Rosa.